# アトゥエイ

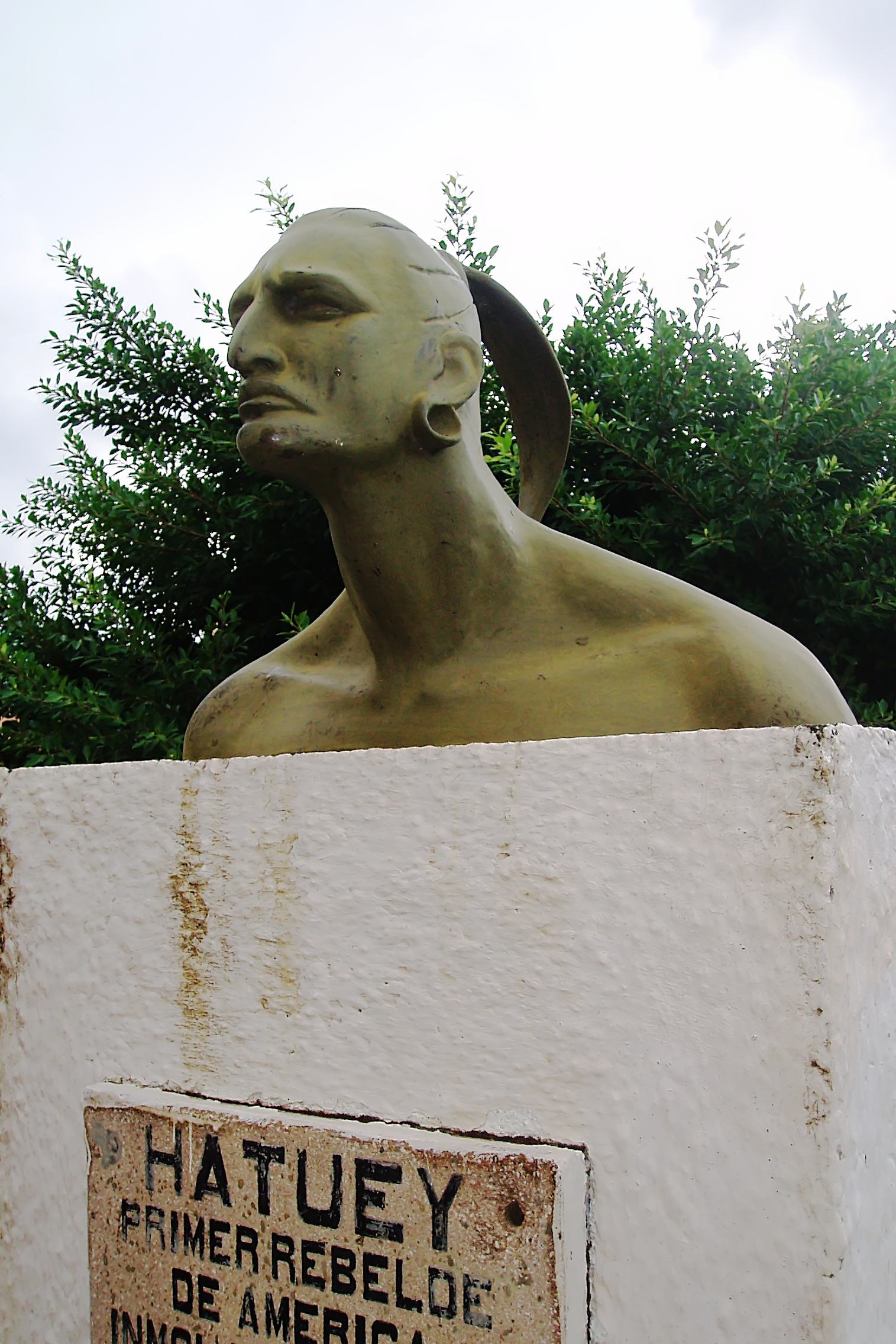
アトゥエイの銅像

アトゥエイ（Hatuey、生年不詳 - 1512年2月2日）とは西インド諸島に定住していた原住民アラワク語族に属するタイノ族の伝説的な首長。イスパニョーラ島（現ハイチ、ドミニカ共和国辺り）出身だが、キューバでスペイン征服者に対して最初に決然たる反逆運動をした人物である。
1511年8月15日、ディエゴ・ベラスケス・デ・クエリャル率いる約300人のスペイン兵士の征服者達がキューバを植民地化するため、すでにスペインに占領されたイスパニョーラ島からやって来た。その兵士の中にメキシコのアステカ帝国を征服したエルナン・コルテスらもいた。
ベラスケスはキューバに辿り着いた時、最初にバラコラの砦を築いた。その間に、スペインの征服者から逃げるためイスパニョーラ島のタイノ族の何人かはキューバ東部へ逃亡して行った。そして、その中にアトゥエイの名の首長がいた。イスパニョーラ島の他の人々が受けた虐待を知っていたアトウェイは、女性及び子供を含む約400人の部族と共にカヌーでキューバに渡ったのである。
1512年2月2日、スペイン人の征服を恐れたアトゥエイは、バラデロの砦を攻撃し、スペイン軍に対してゲリラ戦の抵抗運動を展開した。しかし情勢利あらずと見て密かに島を脱出し、再起をめざしキューバに潜入。彼はキューバの同胞に来たるべき試練に備え団結しようと説いて回り、スペイン軍が上陸するとすぐに、アトゥエイの抵抗運動が始まった。彼の戦法は、スペイン軍をジャングル内深く誘い込み弓矢等で奇襲を掛けるというもので、アトゥエイの抵抗に悩まされたスペイン軍はバラコアに3ヶ月もの間、釘付けにあったと言う。
しかしアトゥエイは仲間に裏切られ、ベラスケスはアトゥエイを捕まえ反逆の罪に罰し火刑にした。火刑の際、木に縛り付けられたアトゥエイは、スペイン人修道士フアン・ティシンから「悔い改めキリスト教に改宗すれば天国に行ける」と説かれ、キリスト教への改宗を勧められる。アトゥエイはしばらく考えて「キリスト教徒も天国に行くのか」とたずねた。ティシンが「善良なキリスト教徒であれば」と答えると、｢天国へは行きたくない、地獄へ落ちたい。キリスト教徒がいるところには行きたくないし、2度と見たくない」とキリスト教の改宗を死ぬまで断乎拒否した。アトゥエイの死は、キューバで最初の独立のための苦悩の殉教者として色んな伝説を生んだ。
アメリカ合衆国のビール・メーカーが同国で生産販売しているキューバの有名ビールには、アトゥエイ・ビールと名づけられたブランドが存在する。ラベルデザインはアトゥエイの肖像である。